# Pi Herculis
Pi Herculis (π Herculis, förkortat Pi Her, π Her) som är stjärnans Bayerbeteckning, är en ljusstark jättestjärna belägen i mellersta delen av stjärnbilden Herkules. Den har en skenbar magnitud på 3,2 och är synlig för blotta ögat. Som en av de fyra stjärnorna i asterismen Keystone är den en av de mera lätt igenkända i stjärnbilden. En minskning av stjärnans skenbara magnitud på grund av skymning från galaktiskt stoft är 0,11. Baserat på parallaxmätningar inom Hipparcosuppdraget beräknas den befinna sig på ett avstånd av ca 377 ljusår (115 parsek) från solen.

## Egenskaper
Pi Herculis är en ljus jättestjärna av spektralklass K3 II.  Philip C. Keenan och R. E. Pitts (1980) graderade den som en stjärna av spektraltyp K3 IIab och den är ibland listad med denna alternativa klassificering. Stjärnan är enorm jämfört med solen, har en massa som är 4,5 gånger så stor som solens och en radie som är ca 60 gånger större beroende på vilken våglängd stjärnans vinkeldiameter är uppmätt vid. På grund av randfördunkling utgör alla jätte- och superjättestjärnor en unik utmaning vid mätning av dess fotosfär. Denna orangefärgade jättestjärna avger från dess ytterskikt ca 1 330 gånger mera energi än solen. Den är en fotometrisk variabelstjärna med låg amplitud som visar en typisk förändring av ungefär 0,0054 i magnitud över en 24-timmarscykel.

## Planetsystem?
Variationer med låg amplitud i radialhastigheten med en period på 613 dygn hos Pi Herculis har föreslagits kunna bero på en eventuell närvaro av en substellär följeslagare. Om detta verkligen är fråga om ett lågmassobjekt, skulle en sådan följeslagare vara så liten som 0,027 solmassor (27 gånger massan hos Jupiter och förmodligen en brun dvärg) och separerad med tre astronomiska enheter från primärstjärnan. En substellär följeslagare är bara en av flera hypoteser för att förklara stjärnans beteende. Mest sannolika orsaken till variationen är en svag pulsering av stjärnans atmosfär.
Med en ljusstyrka mer än 1 000 gånger större än solens, skulle en omloppsbana där en planet kunde vara beboelig ligga 37 AE skild från Pi Herculis eller, mätt i solsystemets termer, halvvägs mellan Neptunus och Plutos banor. Å andra sidan skulle den förmodade följeslagaren cirkulera i ett stekhett område och ha det lika varmt som en planet skulle ha vid cirkulation vid 0,08 AE runt en solliknande stjärna. I vilket fall som helst är det troligt att den snart skulle uppslukas av den expanderande jättestjärnan.